# Modos-B

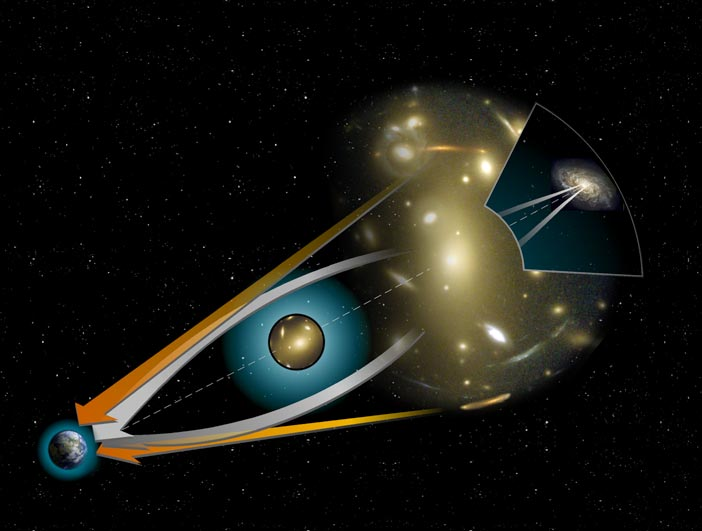
Representación artística que muestra cómo la luz de los comienzos del universo es desviada por el efecto de lente gravitacional de estructuras cósmicas masivas forman modos-B a medida que viajan a través del universo. (ESA.)

La polarización de modo-B es una señal de polarización en la radiación de fondo de microondas cósmicas. El patrón de polarización en el fondo cósmico de microondas se puede dividir en dos componentes.
- Primero, un componente de un gradiente rotacional libre único, el modo-E (nombrado en analogía a los campos electrostáticos), se observó por primera vez en 2002 por el Interferómetro de Escala Angular de un Grado (IEAG).
- El segundo componente es una divergencia rotacional libre, y se conoce como el modo-B[1] (nombrado en analogía a los campos magnéticos).

Los cosmólogos predicen dos clases de modos-B, el primero generado durante la inflación cósmica, poco después de la Gran Explosión, y el segundo generado por efecto de lente gravitatoria a veces más tarde.
El BICEP2 anunció en marzo de 2014 que habían detectado el primer tipo de modos-B, en consonancia con ondas de inflación y gravitacionales en el universo temprano en el nivel de {\displaystyle r=0.20{\frac {+0.07}{-0.05}}}, que es la cantidad de energía presente en las ondas gravitacionales en comparación con la cantidad de energía presente en otras perturbaciones de densidad escalar en el universo temprano.
El segundo tipo de modos-B fue descubierto anteriormente utilizando el Telescopio Polo Sur de la Fundación Nacional para la Ciencia con la ayuda del Observatorio Espacial Herschel. Este descubrimiento puede ayudar a probar teorías sobre el origen del universo. Los científicos están utilizando los datos de la misión Planck de la Agencia Espacial Europea, para obtener una mejor comprensión de estas ondas.
Paul Steinhardt se muestra escéptico, sugiere que la dispersión de la luz a partir de polvo cósmico y la radiación de sincrotrón de electrones, tanto en la Vía Láctea, podría haber causado las lecturas.